# ماريا غاي
ماريا غاي (بالإسبانية: María Gay)‏ هي تربوية ومغنية أوبرا ومغنية إسبانية، ولدت في 12 يونيو 1876 في برشلونة في إسبانيا، وتوفيت في 29 يوليو 1943 في نيويورك في الولايات المتحدة.

## وصلات خارجية
- ماريا غاي على موقع ميوزك برينز (الإنجليزية)
- ماريا غاي على موقع ديسكوغز (الإنجليزية)